# SuperBrawl
SuperBrawl var et pay-per-view-show inden for wrestling produceret af World Championship Wrestling. Det var ét af organisationens månedlige shows og blev som regel afholdt i februar. Den første SuperBrawl blev dog afholdt i maj, men fra SuperBrawl II i 1992 til SuperBrawl XI i 2001 blev dette pay-per-view-show afholdt i februar.

## Main events
| År   | Main event                                  | Titel                                                                   |
| ---- | ------------------------------------------- | ----------------------------------------------------------------------- |
| 1991 | Ric Flair vs. Tatsumi Fujinami              | WCW World Heavyweight Championship + NWA World Heavyweight Championship |
| 1992 | Lex Luger vs. Sting                         | WCW World Heavyweight Championship                                      |
| 1993 | Vader vs. Sting                             |                                                                         |
| 1994 | Ric Flair vs. Vader                         | WCW World Heavyweight Championship                                      |
| 1995 | Hulk Hogan vs. Vader                        | WCW World Heavyweight Championship                                      |
| 1996 | Hulk Hogan vs. The Giant                    |                                                                         |
| 1997 | Hollywood Hogan vs. Roddy Piper             | WCW World Heavyweight Championship                                      |
| 1998 | Sting vs. Hollywood Hogan                   | WCW World Heavyweight Championship                                      |
| 1999 | Hollywood Hogan vs. Ric Flair               | WCW World Heavyweight Championship                                      |
| 2000 | Sid Vicious vs. Scott Hall vs. Jeff Jarrett | WCW World Heavyweight Championship                                      |
| 2001 | Scott Steiner vs. Kevin Nash                | WCW World Heavyweight Championship                                      |

## Resultater

### SuperBrawl V
SuperBrawl V fandt sted 19. februar 1995 i Baltimore, Maryland.
- Alex Wright besejrede Paul Roma
- Hacksaw Jim Duggan besejrede Bunkhouse Buck
- Kevin Sullivan besejrede Dave Sullivan
- WCW World Tag Team Championship: Harlem Heat (Booker T og Stevie Ray) besejrede Nasty Boys (Brian Knobbs og Jerry Sags) via diskvalifikation
- Blacktop Bully besejrede Dustin Rhodes
- Sting og Randy Savage besejrede Avalanche og Big Bubba Rogers
- WCW World Heavyweight Championship: Hulk Hogan besejrede Vader via diskvalifikation
  - Vader blev diskvalificeret, da Ric Flair angreb Hulk Hogan under kampen.

### SuperBrawl VI
SuperBrawl VI fandt sted 11. februar 1996 i St. Petersburg, Florida.
- Nasty Boys (Brian Knobbs og Jerry Sags) besejrede Public Enemy (Rocco Rock og Johnny Grunge) i en Falls Count Anywhere Match
- WCW World Television Championship: Johnny B. Badd besejrede Diamond Dallas Page
- WCW World Tag Team Championship: Sting og Lex Luger besejrede Harlem Heat (Booker T and Stevie Ray)
- WCW United States Heavyweight Championship: Konnan besejrede One Man Gang
- Kevin Sullivan besejrede Brian Pillman i en I Respect You Strap Match
  - Kampen sluttede efter blot 59 sekunder, hvor Brian Pillman sagde: "I respect you" ("Jeg respekterer dig"). Derefter kom Arn Anderson og kæmpede videre med Kevin Sullivan, indtil Ric Flair løb ned til ringen og overtalte begge wrestlere til at stoppe.
- WCW World Tag Team Championship: Sting og Lex Luger kæmpede uafgjort mod Road Warriors (Animal og Hawk)
  - Begge hold blev diskvalificeret, og Sting og Luger beholdt bælterne.
- WCW World Heavyweight Championship: Ric Flair besejrede Randy Savage i en Steel Cage Match
  - Ric Flair genvandt dermed VM-titlen for 13. gang.
- Hulk Hogan besejrede The Giant i en Steel Cage Match
  - Hogan vandt ved at kravle ud af buret

### SuperBrawl VII
SuperBrawl VII fandt sted 23. februar 1997 i San Francisco, Californien.
- WCW Cruiserweight Championship: Syxx besejrede Dean Malenko
  - Syxx vandt dermed titlen efter at have slået Malenko i hovedet med bæltet.
- Konnan, La Parka og Villano IV besejrede Juventud Guerrera, Super Calo og Ciclope
- WCW World Television Championship: Prince Iaukea besejrede Rey Mysterio, Jr.
- Diamond Dallas Page besejrede Buff Bagwell via diskvalifikation
  - Bagwell blev diskvalificeret, da nWo angreb Page.
- WCW United States Heavyweight Championship: Eddie Guerrero besejrede Chris Jericho
- Public Enemy (Rocco Rock og Johnny Grunge) besejrede Harlem Heat (Booker T og Stevie Ray) og Faces of Fear (Meng og Barbarian) i en Triple Threat Match
- Jeff Jarrett besejrede Steve McMichael
  - Med sejren fik Jarrett lov til at tilslutte sig den legendarisk wrestlingstab IV Horsemen.
- Chris Benoit besejrede Kevin Sullivan i en San Francisco Death Match
- WCW World Tag Team Championship: The Giant og Lex Luger besejrede The Outsiders (Scott Hall og Kevin Nash)
  - The Giant og Lex Luger fik frataget bælterne af nWo's leder, Eric Bischoff, aftenen efter under en episode af WCW Monday Nitro, fordi Lex Luger ikke havde fået lov af lægerne til at wrestle pga. en skade.
- WCW World Heavyweight Championship: Hollywood Hogan besejrede Roddy Piper
  - Hogan forsvarede VM-titlen med hjælp fra Randy Savage, der dermed tilsluttede sig nWo.

### SuperBrawl VIII
SuperBrawl VIII fandt sted 22. februar 1998 i San Francisco, Californien.
- WCW World Television Championship: Booker T besejrede Rick Martel
  - Booker T genvandt dermed titlen blot seks dage efter, at han havde mistet den under en episode af WCW Monday Nitro. Booker T skulle dog umiddelbart efter kampen straks forsvare den mod Perry Saturn.
- WCW World Television Championship: Booker T besejrede Perry Saturn
- Disco Inferno besejrede La Parka
- Goldberg besejrede Brad Armstrong
- WCW Cruiserweight Championship: Chris Jericho besejrede Juventud Guerrera i en Title vs. Mask Match
  - Med sejren skulle Guerrera tage sin maske af efter kampen.
- British Bulldog besejrede Steve McMichael
- WCW United States Heavyweight Championship: Diamond Dallas Page besejrede Chris Benoit
- Lex Luger besejrede Randy Savage i en No DQ Match
- WCW World Tag Team Championship: The Outsiders (Kevin Nash og Scott Hall) besejrede Steiner Brothers (Rick Steiner og Scott Steiner)
  - Undervejs i kampen vendte Scott sin bror Rick ryggen og tilsluttede sig dermed nWo. The Outsiders havde dermed ingen problemer med at vinde kampen og bælterne 3-mod-1.
- WCW World Heavyweight Championship: Sting besejrede Hollywood Hogan
  - Sting vandt dermed VM-titlen med hjælp fra Randy Savage, der løb ind i ringen og slog Hogan i hovedet med en spraydåse. Efter kampen spraypaintede Sting bogstaverne WCW på Hogans krop.

### SuperBrawl IX
SuperBrawl IX fandt sted 21. februar 1999 fra Oakland Arena i Oakland, Californien.
- Booker T besejrede Disco Inferno
- Chris Jericho (med Ralphus) besejrede Saturn via diskvalifikation
- WCW Cruiserweight Championship: Billy Kidman besejrede Chavo Guerrero, Jr.
- Chris Benoit og Dean Malenko besejrede The West Texas Rednecks (Curt Hennig og Barry Windham)
- WCW World Tag Team Championship: The West Texas Rednecks (Curt Hennig og Barry Windham) besejrede Chris Benoit og Dean Malenko
  - Kamp nr. 2 var finalen i titelturneringen om den ledige VM-titel for tagteams.
- The Outsiders (Kevin Nash og Scott Hall) besejrede Konnan og Rey Mysterio, Jr. i en Hair vs. Mask Match
  - Scott Hall erstattede i sidste øjeblik Lex Luger, der var blevet skadet.
  - Kampen var om enten Miss Elizabeths hår eller Rey Mysterios maske, og da Konnan og Mysterio tabte kampen, blev Mysterio nødt til at tage sin maske af for første gang i sin tid i World Championship Wrestling.
- WCW World Television Championship: Scott Steiner besejrede Diamond Dallas Page
- WCW United States Heavyweight Championship: Scott Hall (med Disco Inferno) besejrede Roddy Piper
- Goldberg besejrede Bam Bam Bigelow
- WCW World Heavyweight Championship: Hollywood Hogan besejrede Ric Flair
  - Ric Flairs søn, David Flair, kom ned til ringen og hjalp overraskende Hogan med at forsvare VM-titlen.

### SuperBrawl 2000
SuperBrawl 2000 fandt sted d. 20. februar 2000 fra Cow Palace i Daly City, Californien. I showet medvirkede James Brown overraskende, mens SuperBrawl 2000 også blev showet, hvor Hulk Hogan, Ric Flair og Sting vendte tilbage til WCW.
- WCW Cruiserweight Championship: The Artist Formerly Known as Prince Iaukea (med Paisley) besejrede Lash LeRoux
- WCW Hardcore Championship: Brian Knobbs (med Fit Finlay) besejrede Bam Bam Bigelow
- 3 Count (Evan Karagias, Shannon Moore og Shane Helms) besejrede Norman Smiley i en Handicap match (4:06)
- The Wall besejrede The KISS Demon
- Tank Abbott besejrede Big Al
- Big T (med Stevie Ray og J. Biggs) besejrede Booker
- Billy Kidman (med Torrie Wilson) besejrede Vampiro
- WCW World Tag Team Championship: The Mamalukes (Big Vito og Johnny the Bull) besejrede David Flair og Crowbar
- Ric Flair besejrede Terry Funk i en Texas Death match
- Hulk Hogan (med Jimmy Hart) besejrede Lex Luger (med Miss Elizabeth)
  - Dette var Hogans første kamp i WCW siden oktober 1999, hvor han lagde sig ned i en VM-titelkamp mod Sting.
  - Efter kampen blev Hogan angrebet af Ric Flair og Lex Luger, men Sting vendte tilbage til WCW efter en skadespause og hjalp Hogan.
- WCW World Heavyweight Championship: Sid Vicious besejrede Scott Hall og Jeff Jarrett (med Harris Brothers) i en Triple Threat match
  - Fire dommere blev slået ned i kampen, indtil Roddy Piper kom til ringen og hjalp Sid Vicious med at få sejren.